# ススメ おにぎりコロコロ
『ススメ おにぎりコロコロ』は、おぐまこうじとほりえいくよによる日本の小学生向け漫画作品。
忍者の修行と称して食べ物や農業について学習する主人公おにぎりコロスケを中心に物語が展開される。家の光協会が発行する子ども向け雑誌『ちゃぐりん』で連載された。偕成社から単行本が出版されている。全5巻。

## 内容
大忍者を目指す主人公コロスケは、友人のぶたまんとクロワッサンと共に忍者の修業を開始する。その修行とは食べ物について学ぶことであり、第1巻では米、第2巻では緑黄色野菜、第3巻では魚、第4巻では豆、第5巻では梅をテーマとする。単行本未収録の範囲では生活習慣病などもテーマになった。

## 主な登場人物

### 主要人物
コロスケ
主人公。モデルはおにぎり。忍者の家系に生まれた少年で、祖父おぼろのような大忍者になるため修行の旅に出る。かつては祖母たかなの作る漬物を好んでいたが、後にたくあん以外の漬物を認めない姿勢を取る。この態度は修行を続けるうちに改められる。
ぶたまん
コロスケの友人の少年。モデルは豚まん。コロスケの始めた忍者の修業を面白そうだと考え同行する。小太りであり、健康ランドでは太り過ぎと診断された。
クロワッサン
コロスケの友人の少女。モデルはクロワッサン。ぶたまんと同じく忍者の修業に興味を抱いてコロスケに同行する。頭の回転が速く、コロスケとぶたまんが解こうとしていたアナグラムの問題をいち早く正解した。健康ランドでは痩せすぎと診断された。

### コロスケの家族
まめぞう
忍バト。おぼろからの課題が記された書状をコロスケに届ける役割で登場する。人語を話すことができるが、語尾に「ポー」がつく。
おぼろ
コロスケの祖父。一族の首領であり、コロスケを一人前の忍者にするために食べ物についての課題を課す。妻たかなが骨折した際に漬物の管理を頼まれたが誤って腐敗させてしまい、コロスケが漬物嫌いになる原因を作った。
たかな
コロスケの祖母。近所で評判になるほどの漬物を作っていたが、おぼろが管理に失敗して以降は漬物作りを辞めた。
たわら
コロスケの妹。まだ会話することはできず、おぼろに抱きかかえられている様子が確認できる。

### 講師
ベジタブルパワーズ
野菜編で登場。ほうれん草、ピーマン、カボチャからなる緑黄色野菜の男性アイドルグループ。
うらじまたろう
魚編で登場。コロスケたちを竜宮城に案内する。声が大きい。
ガメコ
魚編で登場。うらじまたろうと共に行動する、リボンをつけた大型のウミガメのメス。
大豆おしょう
豆編で登場。豆林寺拳法の本場である豆寺の和尚。本人も拳法の達人であり、きつね太夫を寄せ付けない強さを誇る。
おうめ
梅編で登場。元くノ一の老婆で、おぼろの知人。
こうめ
梅編で登場。おうめの孫娘。

### 敵
スズメ
米編で登場。秋になると稲穂に実った米を食べに大群で押し寄せる。正体を知らないコロスケたちの前では猫被る様子を見せる。
きつね太夫
豆編で登場。太夫であるが性別は男性であり、顔を舐めたコロスケからは気持ち悪がられている。稲荷寿司を好み、豆寺でおやつとして和尚からコロスケたちに振る舞われた稲荷寿司を奪い、事態を面白がった和尚によりコロスケたちとの対決を認められる。
カイガラムシ
梅編で登場。薬剤散布が焼け石に水になるほどの規模の群れで梅の木を襲うが、天敵であるテントウムシの群れに駆除される。

## 展開
おぐまこうじの前作「こんぺい島のクラッカー」の完結後、2000年代に家の光協会が発行する雑誌『ちゃぐりん』で5年間連載された。特に2004年度はおにぎり、ぶたまん、クロワッサン、まめぞうが同誌の表紙を飾った。なお、表紙の背景は美術監督男鹿和雄が担当した。『ちゃぐりん』での連載を元として単行本化されており、2004年には第1巻から第3巻が、2005年には第4巻と第5巻が偕成社から出版された。
連載終了後の2008年にはおぐまこうじがプロデュースした「ぽけくまファミリー劇場」で着ぐるみ姿のコロスケが登場した。

### コミックス
- 『その一 米の巻』（2004年、偕成社、ISBN 9784034392607）
- 『その二 野菜の巻』（2004年、偕成社、ISBN 9784034392706）
- 『その三 魚の巻』（2004年、偕成社、ISBN 9784034392805）
- 『その四 豆の巻』（2005年、偕成社、ISBN 9784034392904）
- 『その五 梅の巻』（2005年、偕成社、ISBN 9784034393000）